# کورن (آلبوم)
کورن (انگلیسی: Korn) (به صورت نوشتاری KoЯn) اولین آلبوم استودیویی گروه نیو متال آمریکایی کورن است که در ۱۱ اکتبر ۱۹۹۴ (۱۹ مهر ۱۳۷۳) از طریق ایمورتال رکوردز و اپیک رکوردز منتشر شد.
مضامین آلبوم شامل کودک‌آزاری، سوءمصرف مواد مخدر و قلدری است. جلد آلبوم دختر جوانی را به تصویر می‌کشد که مردی درشت اندام در حالی که نعل اسب یا احتمالاً تیغ در دست دارد، در حال نزدیک شدن به اوست. علاوه بر این، سایه این دختر به دلیل موقعیت لوگوی گروه، این گونه به نظر می‌رسد که بدن او به دار آویخته شده‌است. عکاسی توسط استفن استیکلر و طراحی توسط جی پاپکه و دانته آریولا انجام شده‌است.

## فهرست آهنگ‌ها
| شماره      | نام                  | مدت   |
| ---------- | -------------------- | ----- |
| ۱.         | «Blind»              | ۴:۱۹  |
| ۲.         | «Ball Tongue»        | ۴:۳۰  |
| ۳.         | «Need To»            | ۴:۰۲  |
| ۴.         | «Clown»              | ۴:۳۵  |
| ۵.         | «Divine»             | ۲:۵۲  |
| ۶.         | «Faget»              | ۵:۵۰  |
| ۷.         | «Shoots and Ladders» | ۵:۲۲  |
| ۸.         | «Predictable»        | ۴:۳۲  |
| ۹.         | «Fake»               | ۴:۵۱  |
| ۱۰.        | «Lies»               | ۳:۲۲  |
| ۱۱.        | «Helmet in the Bush» | ۴:۰۲  |
| ۱۲.        | «Daddy»              | ۱۷:۳۱ |
| مجموع مدت: | مجموع مدت:           | ۶۵:۴۵ |

## اعضا
کورن
- جاناتان دیویس – آواز، نی‌انبان
- برایان ولش – گیتار، همخوان
- جیمز شفر – گیتار
- رجینالد آرویزو – بیس
- دیوید سیلوریا – درامز